# Varvákeion

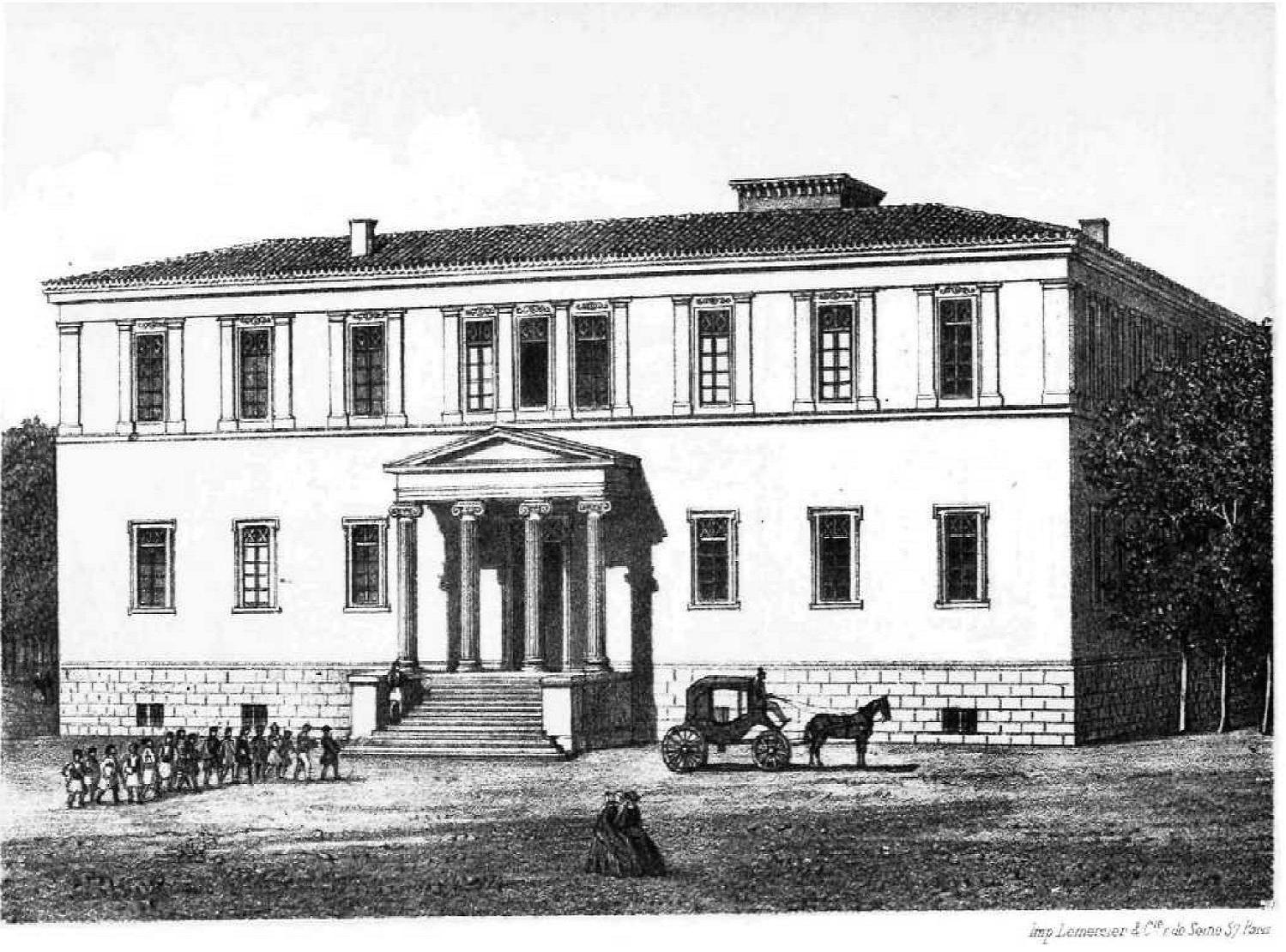
Le Varvakeion.

Le Varvákeion ou école du Varvákeion (grec moderne : Βαρβάκειος Πρότυπος Σχολή) est un établissement d'enseignement secondaire fondé à Athènes en 1860 par le philanthrope Ioánnis Varvákis en face des Halles centrales d'Athènes. Endommagé par la guerre civile grecque, il fut reconstruit en 1955. Il a été finalement déplacé à Psychiko en 1983.
Il a longtemps servi de point de repère pour le quartier. Ainsi, la réplique de la statue d'Athéna Parthénos découverte en 1880 près du lycée a été appelée « Athéna du Varvakeion ».
Il compta parmi ses élèves :
- Evángelos Avéroff
- Kostas Axelos
- Stávros Dímas
- Freddy Germanos
- Símos V. Kedíkoglou
- Dimitri Mitropoulos
- Theódoros Pángalos
- Alexandre Papadiamándis
- Aléxandros Papágos
- Antonis Samarakis
- Konstantínos Tsátsos
- Mihalis Yannakakis